# Ned Ludd
Pour les articles homonymes, voir Ludd.

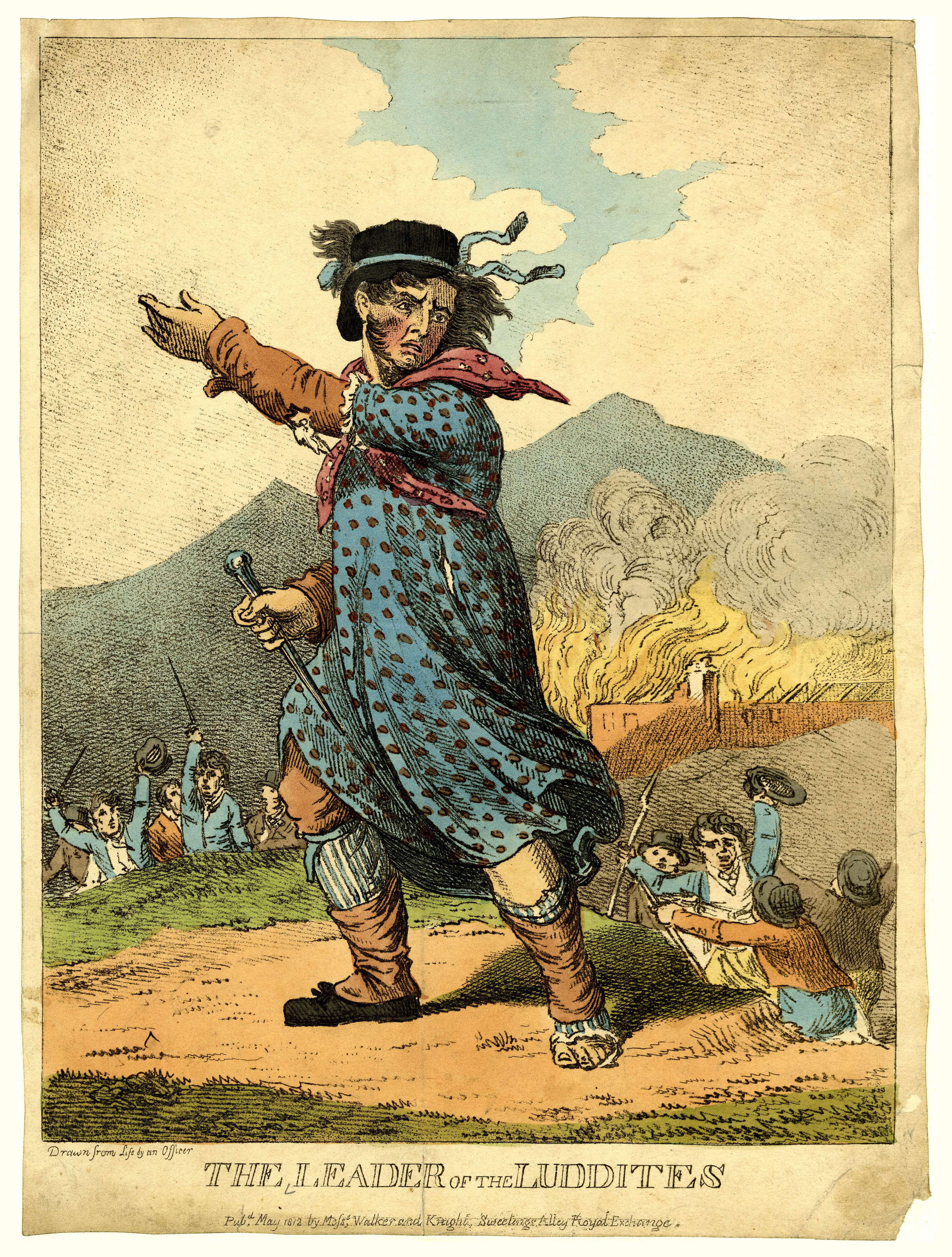
The Leader of the Luddites, 1812.

Ned Ludd (parfois appelé « John Ludd », « Captain Ludd », « King Ludd » ou « General Ludd ») est un ouvrier militant anglais légendaire de la fin du XVIIIe siècle et du début du XIXe siècle. Des actes d'intimidation et de vandalisme sont revendiqués en son nom lors d'un puissant mouvement de contestation sociale de la révolution industrielle (le luddisme), protégeant ainsi de la répression leurs auteurs réels. 

## Histoire
Ned Ludd est un « un personnage très probablement mythique », selon l'historien François Crouzet. 
Il aurait détruit un stock de coton en 1782, et il se serait fait connaître par la destruction organisée des machines (à tisser notamment) qui, selon lui et ses acolytes, remplaçaient peu à peu les artisans humains et ainsi les jetaient au chômage. 
Les luddites, qui ont combattu la progression du travail mécanique autour des années 1810, se sont baptisés en son nom et envoyaient des lettres de menaces signées Ludd exigeant des manufacturiers qu'ils renoncent à l'usage des machines, sans quoi elles seront détruites.